# Камдън (окръг, Северна Каролина)
Вижте пояснителната страница за други значения на Камдън.
Окръг Камдън (на английски: Camden County) е окръг в щата Северна Каролина, Съединени американски щати. Площта му е 793 km², а населението – 10 418 души (2016). Административен център е град Камдън.